# Килтеган
Килтеган (англ. Kiltegan; ирл. Cill Téagáin, «церковь святого Тегана») — деревня в Ирландии, находится в графстве Уиклоу (провинция Ленстер) у дороги R747.
В 1973 году поселение выигрывало Irish Tidy Towns Competition.
Рядом с деревней расположен особняк XIX века. Он был построен в 1870 году Уильямом Уайтом для Уильяма Хьюм-Дика, тестя Ричарда Пенруддока Лонга, и принадлежал семье Хьюм до смерти Мими Вейганд (урождённой Хьюм) в 1992 году. Дом использовался как место для съемок таких фильмов, как «Актёры» с Майклом Кейном, «Очарованная Элла» с Джоанной Ламли, «Законы привлекательности» с Пирсом Броснаном и Джулианной Мур в главных ролях, а также для телефильма ABC «Принц Уильям».